# 6674 Cézanne
6674 Cézanne eller 4272 T-1 är en asteroid i huvudbältet som upptäcktes den 26 mars 1971 av den nederländsk-amerikanske astronomen Tom Gehrels och det nederländska astronomparet Ingrid van Houten-Groeneveld och Cornelis Johannes van Houten vid Palomarobservatoriet. Den är uppkallad efter den franske målaren Paul Cézanne.
Asteroiden har en diameter på ungefär 11 kilometer och den tillhör asteroidgruppen Nysa.